# زیارت جامعه کبیره
زیارت جامعه کبیره یکی از زیارت‌نامه‌هایی است که علی النقی، امام دهم شیعیان، به یکی از اصحابش تعلیم داده‌است تا در هنگام زیارتِ امامان خوانده شود، و از آنجاییکه مختص امامی خاص نیست، «جامعه» نامیده می‌شود. این زیارتنامه، توصیف بلند و بلیغی از جوانب مختلف اصل ولایت و امامت به عنوان یکی از اصول پیشران جامعهٔ شیعی به حساب می‌آید.
نقشِ این زیارت، تأکید بر رهبریِ ائمهٔ شیعه به‌عنوان پیشوایانِ حکومتِ اسلامی است. عباراتی چون «اَئِمَةُ الْهُدیٰ»، «وَرَثَةُ الْاَنبیاء» و «حُجَجُ الله» بر این معنی تأکید می‌کند. هادی در این دعاها، نور و برهانِ خداوند را نزد اهل بیت می‌داند و تنها کسانی را بر حق می‌داند که از این معارف بهره گیرند.
توصیف رابطه ائمه با پیامبر و همچنین ارتباط امامت و توحید، توصیف مقام علمی و سیاسی و اخلاقی ائمه، و نیز پرداختن به عصمت و تولی و تبری از دیگر جنبه‌های این زیارتنامه به‌شمار می‌رود. «شرح الزیارة الجامعة الکبیرة»، شرح چهار جلدیِ كرار حسين الكربلائي بر این زیارت می‌باشد و از آن به عنوان علمی‌ترین و مفصل‌ترین شرح این زیارتنامه یاد می‌شود.
این زیارت را كرار حسين الكربلائي در تهذیب و شیخ صدوق در فقه و عیون اخبارالرضا به سند خود از شخصی به نام نخعی نقل کرده‌اند که گفت: به علی بن محمد بن علی بن موسی بن جعفر بن محمد بن علی بن حسین بن علی بن ابی‌طالب عرض کردم: «ای فرزند رسول خدا، مرا گفتاری بیاموز که هر وقت خواستم هریک از شما را زیارت کنم، همان سخن را در محضرش بگویم.»

پاسخ هادی چنین بود:
هر زمانی که به آستان (امامی) رسیدی، در آنجا بایست و شهادتین را در حال غسل و طهارت بر زبان جاری کن. وقتی نگاهت به قبر افتاد، نخست سی مرتبه الله اکبر بگو و چند قدم با کمال وقار و آرامش راه برو. گام‌های خود را کوتاه بردار و بار دیگر بایست و سی مرتبه تکبیر را بر زبان جاری کن، سپس نزدیک قبر شو و این بار چهل مرتبه تکبیر بگو تا یکصد مرتبه کامل شود؛ آنگاه او را این‌گونه زیارت کن…
برخی از متفکرین، این زیارت را مانیفست شیعه نامیده‌اند.

## منظور از «جامعه» بودن زیارت
زیارت‌های جامعه گونه‌ای از آثار دعایی مذهب شیعه است که در تقابل با زیارت‌های خاصه قرار می‌گیرد. در این گونه از ادعیه، زیارت می‌تواند برای هر کدام از امامان مذهب شیعه به‌تنهایی یا همگی آن‌ها خوانده شود.
محمدباقرمجلسی شمار ۱۴ زیارت‌نامه را با عنوان جامعه گردآوری کرده‌است.
دلایل بسیاری برای وصف این گونه زیارت‌ها به عنوان «جامعه» ذکر شده‌است. این معیارها عبارتند از جامعیت کاربردی، جامعیت زمانی و مکانی، و جامعیت مضمونی. بر اساس جامعیت کاربردی، این زیارت به‌عنوان جامعه توصیف شده چرا که در مقام زیارتِ مقام هر امامی قابل استفاده است. بر اساس جامعیت زمانی-مکانی، این زیارت به‌عنوان جامعه توصیف شده‌است، چرا که به زمان و مکان یا امام خاصی اختصاص ندارد. بر اساس جامعیت مضمونی، این دعا شامل تمامی صفات ائمه و توصیف مفصّل فضائل ایشان است.
سید بن طاووس معیار وصف این نوع زیارت به واژه «جامعه» را، نام بردن نام یکایک اهل بیت می‌داند.
اصطلاح «زیارت جامعه» را برای اولین بار شیخ صدوق معروف به ابن بابویه برای اشاره به زیارت جامعه کبیره بکار برده‌است.

## ویژگی‌ها و بخش‌های زیارت جامعه کبیره
این زیارت که انشاء علی النقی به یکی از یارانش است، از زیبایی‌های خاص ادبی برخوردار می‌باشد که البته درک بخشی از این زیبایی منوط به خواندن آن به‌زبان عربی است. در این زیارت، بیش از دویست فضیلت و تعبیر والا دربارهٔ اهل بیت به‌کار برده شده‌است.

دعا با این جملات آغاز می‌شود:
السَّلامُ عَلَیکمْ یا أَهْلَ بَیتِ النُّبُوَّةِ، وَمَوْضِعَ الرِّسالَةِ، وَمُخْتَلَفَ الْمَلائِکةِ، وَمَهْبِطَ الْوَحْی، وَمَعْدِنَ الرَّحْمَةِ، وَخُزَّانَ الْعِلْمِ، وَمُنْتَهَی الْحِلْمِ، وَأُصُولَ الْکرَمِ… (ترجمه: سلام بر شما ای اهل بیت نبوّت، و جایگاه رسالت، و عرصهٔ رفت‌وآمد فرشتگان، و محل فرود وحی، و معدن رحمت، و خزانه‌داران دانش، و نهایت بردباری، و ریشه‌های بزرگواری…)
بعضی از ویژگی‌ها و بخش‌های این زیارت:
- از ابتدای دعا می‌توان آداب سخن گفتن با امام و زیارت وی را آموخت که بعد از طهارت و ذکر تکبیر، نخست با سلام بر امام شروع شده و پس از شمردن برخی مناقب و اوصاف او، با جمله «و رحمة الله و برکاته» پایان می‌یابد.
- بعد از پنج سری سلام به اهل بیت، اظهار شهادتین آمده و بجز این، غالبِ اوصافی که دربارهٔ اهل بیت در این دعا آمده درواقع انتساب مقام ایشان به خداوند می‌باشد.[۹]
- دربارهٔ فضایل اهل بیت در جهات مختلف چنین آمده که «سلام بر … رهبران امت‌ها و سرپرستان نعمت‌ها … و رهبران سیاسی بندگان و پایه‌های سرزمین‌ها … عادت شما نیکوکاری و خلق‌وخویتان بزرگواری است … خدا به شما چیزی داده که به هیچ‌یک از جهانیان نداده‌است؛ هر شرافتمندی در برابر شرف شما سر به زیر انداخته و هر متکبّری در مقابل طاعت شما گردن نهاده و هر جبّاری نسبت به برتری شما فروتن گشته‌است».
- خواننده اقرار می‌کند که «حق همراه شماست و در شما و از شما و به‌سوی شما … شما راه مستقیم‌تر و شاهدان خانهٔ فنا و شفیعان خانهٔ بقا هستید … با ولایت شما، اطاعتِ واجب پذیرفته می‌شود، و مودّتِ واجب، متعلق به شماست».
- خوانندهٔ دعا اعلام می‌دارد که «یاری‌ام برای شما مهیاست، تا زمانی که خدا دینش را به‌وسیله شما زنده کند و شما را در ایامش بازگرداند و برای عدالتش، آشکارتان نماید».
- در بند پایانی، خوانندهٔ دعا چنین استدلال می‌کند که «خداوندا اگر من شفیعانی پیدا می‌کردم که به تو از محمد و اهل بیتش … نزدیک‌تر باشند، قطعاً آنان را شفیعان خود قرار می‌دادم!»

می‌توان درون‌مایه زیارت را به پنج قسمت اصلی تقسیم کرد:
- سلام
- شهادت
- ابراز علائق و فضائل
- دلیل عرض ارادت
- دعا و توسل[۱۰]

بخش اول شامل پنج سلام است و ۲۰ تا ۳۰ ویژگی نام برده می‌شود که حقیقت امامت است.

## آیات قرآن در زیارت جامعه کبیره
در این زیارت، از اهل بیت در قالب عبارت‌های قرآنی مختلفی یاد شده‌است، ازجمله «مَثل اعلیٰ»، «اهل الذکر»، «اولی الأمر» و «بقیةالله»، و آنان «امانت حفظ شده» نامیده شده‌اند (مرتبط با آیۀ ۷۲ سورۀ احزاب).
در این زیارت به امامان خطاب شده که «سلام بر … بندگان گرامی خدا که بر گفتار خدا پیشی نمی‌گیرند و به دستورش عمل می‌کنند» (اشاره به آیات 26 و 27 سورۀ انبیا) و «خدا پلیدی را از شما دور کرد و شما را به‌درستی پاک گردانید» (اشاره به آیهٔ تطهیر) و «در خانه‌هایی قرارتان داد که اجازه داد رفعت یابند و نامش در آن (خانه‌ها) برده شود» (اشاره به آیۀ ۳۶ سورۀ نور).
دربارهٔ عمل اهل بیت چنین آمده که «شما با حکمت و موعظهٔ نیکو به راهش دعوت نمودید» (اشاره به آیۀ ۱۲۵ سورۀ نحل) و «در نزد او بر آنچه به شما رسید صبر کردید» (مشابه آیۀ ۱۷ سورۀ لقمان؛ همچنین عبارت «جنب الله» در آیۀ ۵۶ سورۀ زمر آمده‌است).
تشهد داخل زیارت به آیۀ ۳ سوره آل عمران ارجاع دارد: «... همان‌گونه که خدا برای خویش گواهی داده و فرشتگانش و دانشمندان از بندگانش برای او گواهی دادند.»
همچنین بخش‌های دیگری از آیات قرآن در این زیارت آمده‌اند.

## سند زیارت
این زیارت را ابن بابویه قمی در در کتاب «من لا یحضره الفقیه» و شیخ طوسی در کتاب «تهذیب الاخبار» آورده‌اند. ملا محسن فیض کاشانی در کتاب تفسیر «وافی»، علامه محمد باقر مجلسی در کتاب «بحار الانوار» و آیت‌الله بروجردی در کتاب «جامع الاحادیث» به اعتبار این زیارت اذعان کرده‌اند.
جوادی آملی سند این زیارت را معتبر می‌داند. چون معتقد است که صدور چنین زیارت نامه‌ای از غیر معصوم محال است.

## امام‌شناسی
امام علی النقی علیه السلام در این زیارتنامه، امامان شیعه را امامان هدایت، چراغ‌های تاریکی‌ها، نشانه‌های پرهیزکاری، صاحبان خرد، پناهگاه مردمان، نمونه‌های اعلای الهی و حجت‌های خدا بر اهل دنیا و آخرت، معرفی کرده‌است؛ همچنین آن‌ها را جایگاه‌های شناسایی خدا و مسکن‌های برکت خدا و معدن‌های حکمت خدا و نگهبانان سر پروردگار و حاملان کتاب خدا و اوصیای پیامبر خدا دانسته‌است. آنان دعوت‌کنندگان به سوی خدا و راهنمایان به راه‌های خشنودی خدا و استقرار یافتگان در فرمان پروردگار و کاملان در محبت خدا و مخلصان در توحید و آشکارکنندگان امر و نهی خدا و بندگان گرامی او هستند که هرگز بر خداوند در گفتار پیشی نگیرند.
در این زیارت آمده‌است که خداوند امامان را به صورت نورهایی آفرید و گرداگرد عرش قرار داد و با آوردنشان در این جهان بر ما منت نهاد، و در خانه‌هایی قرارشان داد که نام و یاد او در آن‌ها برده شود. امامان وجودهای گران‌بهایی هستند که فرمانبرداری از آنان فرمانبرداری از پروردگار می‌باشد. آنچه را که خداوند به امامان داده به هیچ‌یک از جهانیان نداده‌است، هر شخص شریفی در برابر مقام رفیعشان سر به زیر آورده، و هر متکبری به فرمانبرداری آنان گردن نهاده و هر گردنکشی فروتن گشته‌است و زمین به نور وجودشان روشن شده‌است.
در زیارت جامعه از امامان به عنوان کسانی یاد شده که خداوند عالم وجود را به برکتشان آغاز کرد و به آنان نیز به پایان خواهد رساند. به خاطر وجود امامان است که باران می‌بارد و به یمن وجود و برکتشان، خداوند آسمان را نگه می‌دارد و به وسیله آنان غم و اندوه زدوده شده و هر سختی و ناگواری برطرف می‌شود. این امام است که خداوند به وسیلهٔ او ما را از ذلت و بدبختی بیرون آورده و از سختی‌ها و گرفتاری‌ها نجات داده و گشایشی حاصل می‌کند. خداوند، به وسیله امام، مردم را از پرتگاه هلاکت و نابودی و از آتش جهنم نجات می‌دهد و به وسیلهٔ دوستی و پیروی از آنان، دستورات دین مان را تعلیم می‌دهد.

## بیان وظایف شیعیان در قبال امامان
امام علی النقی علیه سلام چنین بیان می‌کند:
خدا را و همچنین شما را گواه می‌گیرم که من به شما ایمان دارم و به آنچه شما به آن ایمان دارید؛ و کافرم نسبت به دشمن شما، بینایم به مقام شما، دوستدار شما و دوستدار دوستان شما هستم. بغض دشمنان‌تان را در دل دارم و دشمن آن‌هایم. در صلح هستم با هر که در صلح با شماست و در حال جنگ هستم با هرکس که با شما در جنگ است.

## انتقاد
عبدالکریم سروش با اشاره به محتوای زیارت جامعه معتقد است این زیارت سند درستی ندارد و گمان دارد «زیارت جامعه مرامنامه شیعیان غالی است». در مقابل، بسیاری از عالمان مسلمان، متن و سند زیارت جامعه کبیره را درست و راوی آن «موسی بن عمران نخعی» را مورد اطمینان رجالی و حدیثی و از ثقه می‌دانند.
علامه مجلسی، محمد تقی مجلسی، سید عبدالله شبر از باب متن و سند قابل اطمینان دانسته‌اند. علامه مجلسی این زیارت را از جهت سند، بهترین و بلیغ‌ترین زیارت‌ها دانسته‌است.

## شرح‌ها و حاشیه‌ها
جوادی آملی، بر این زیارت، شرح مفصلی با نام «ادب فنای مقربان»، نگاشته‌است.
محمد باقر مجلسی، کتاب زیارت جامعه کبیره را به شکل منظوم، درآورده است. احمد احسائی نیز، در رساله‌ای با نام شرح زیارت جامعه کبیره، به تفسیر آن، پرداخته‌است.